# Pendleton County, Kentucky
Pendleton County är ett administrativt område i delstaten Kentucky, USA, med 14 877 invånare. Den administrativa huvudorten (county seat) är Falmouth.

## Geografi
Enligt United States Census Bureau så har countyt en total area på 730 km². 727 km² av den arean är land och 3 km² är vatten. 

### Angränsande countyn
- Kenton County - nordväst
- Campbell County - norr
- Clermont County, Ohio - nordost
- Bracken County - öst
- Harrison County - söder
- Grant County - väst